# Stenella clymene
Stenella clymene (продельфін Климене) — вид родини дельфінових. Етимологія: видовий епітет присвячений одній з океанід.

## Поширення
Зустрічається тільки в тропічних і субтропічних водах Атлантичного океану, в тому числі в Карибському морі й Мексиканській затоці. Це глибоководний, океанічний вид, не часто зустрічаються поблизу узбережжя (якщо тільки глибока вода не підходить до берегів).

## Опис
Дуже схожий на Stenella longirostris і ці два види можуть змішуватися у великих групах. З близької відстані можна помітити, що дзьоб S. clymene трохи коротший, а спинний плавець менш прямий і трикутний. Верхня частина тіла чорна, нижня частина тіла біла. Дорослі сягають розмір приблизно до 2 м в довжину і ваги 75–80 кг. Період вагітності 11 місяців і новонароджені приблизно 75 сантиметрів у довжину. 2n=44.

## Поведінка
Раціоном служить невелика риба, кальмари. Збираються в групи розмірами від кількох особин до 500.